# Franco Modigliani
Franco Modigliani (18. června 1918 Řím – 25. září 2003 Cambridge) byl italský ekonom, který v roce 1985 získal Cenu Švédské národní banky za rozvoj ekonomické vědy na památku Alfreda Nobela za „průkopnické práce při analýze spotřeby a úspor obyvatelstva a za teoretické práce v oblasti podnikových financí a finančních trhů“. V roce 1939 kvůli svému židovskému původu opustil Itálii a vydal se nejdříve do Paříže a poté do Spojených států. Mezi lety 1942 a 1944 přednášel ekonomii a statistiku na Kolumbijské univerzitě a na Bard College. V roce 1944 získal titul D. Soc. Sci. na The New School a v roce 1946 se stal občanem Spojených států. V roce 1962 začal pracovat na MIT, kde zůstal až do své smrti.